# Kubak Belarusi 2013-2014
La Coppa di Bielorussia 2013-2014 (in bielorusso Кубак Беларусі, Kubak Belarusi) è stata la 23ª edizione del torneo. Il torneo è iniziato il 29 maggio 2013 e si è concluso il 3 maggio 2014. Lo Shakhtyor Salihorsk ha conquistato per la seconda volta tale trofeo.

## Formula
Partecipano al torneo 45 squadre: le 12 squadre della Vyšėjšaja Liha, 15 squadre della Peršaja Liha, 12 squadre della Druhaja Liha e 6 squadre vincitrici delle coppe regionali.

## Turno preliminare
| Squadra 1              | Risultato       | Squadra 2      |
| ---------------------- | --------------- | -------------- |
| 29 maggio 2013         |                 |                |
| Voronovo               | 0 – 9           | Nëman Masty    |
| ALF-Legea              | 2 – 1           | Maladzečna     |
| Smolevichi             | 1 – 3           | Orša           |
| Homel'šklo Kascjukoŭka | 2 – 3           | Partyzan Minsk |
| Horki                  | 2 – 2 (1-4 dtr) | Žlobin         |
| Zapadny                | 0 – 3           | Kobryn         |

## Primo turno
| Squadra 1           | Risultato       | Squadra 2          |
| ------------------- | --------------- | ------------------ |
| 12 giugno 2013      |                 |                    |
| Partyzan Minsk      | Cancellata      | Vicebsk            |
| Baranavičy          | 0 – 2           | Ljakamatyŭ Homel'  |
| Orša                | 0 – 4           | Smarhon'           |
| Zorka-BDU Minsk     | 1 – 0           | Chimik Svetlahorsk |
| Livadyja Dzjaržinsk | 0 – 5           | Hranit Mikašėvičy  |
| Asipovičy           | 0 – 6           | Smaljavičy-STI     |
| Žlobin              | 3 – 2           | Islač              |
| ALF-Legea           | 1 – 11          | Rėčyca-2014        |
| Nëman Masty         | 1 – 1 (2-3 dtr) | Polack             |
| ALF-2007            | 0 – 0 (0-3 dts) | Kamunal'nik Slonim |
| Kobryn              | 0 – 3           | Bjaroza-2010       |

## Secondo turno
| Squadra 1          | Risultato | Squadra 2       |
| ------------------ | --------- | --------------- |
| 27 luglio 2013     |           |                 |
| Kamunal'nik Slonim | 0 - 3     | Dinamo Brėst    |
| Smaljavičy-STI     | 1 - 3     | Belšyna         |
| Hranit Mikašėvičy  | 2 - 0     | Naftan          |
| Rėčyca-2014        | 0 - 3     | Nëman           |
| Bjaroza-2010       | 0 - 3     | Homel'          |
| Vicebsk            | 2 - 3     | Haradzeja       |
| 28 luglio 2013     |           |                 |
| Polack             | 2 - 1     | Volna Pinsk     |
| SKVIČ Minsk        | 0 - 3     | Dnjapro Mahilëŭ |
| Zorka-BDU Minsk    | 0 - 3     | Tarpeda-BelAZ   |
| Smarhon'           | 5 - 0     | Lida            |
| Ljakamatyŭ Homel'  | 0 - 3     | Sluck           |
| Žlobin             | 0 - 4     | Slavija-Mazyr   |

## Ottavi di finale
| Squadra 1        | Risultato       | Squadra 2         |
| ---------------- | --------------- | ----------------- |
| 24 agosto 2013   |                 |                   |
| Haradzeja        | 3 - 1           | Hranit Mikašėvičy |
| Belšyna          | 2 - 0           | Dinamo Minsk      |
| Sluck            | 0 - 1           | Dnjapro Mahilëŭ   |
| 25 agosto 2013   |                 |                   |
| BATĖ Borisov     | 7 - 0           | Smarhon'          |
| Tarpeda-BelAZ    | 2 - 2 (1-3 dtr) | Šachcër Salihorsk |
| Homel'           | 1 - 0           | Slavija-Mazyr     |
| Nëman            | 3 - 1           | Dinamo Brėst      |
| 7 settembre 2013 |                 |                   |
| Minsk            | 6 - 0           | Polack            |

## Quarti di finale
| Squadra 1         | Risultato   | Squadra 2       |
| ----------------- | ----------- | --------------- |
| 16 marzo 2014     |             |                 |
| Minsk             | 3 - 1       | Haradzeja       |
| Šachcër Salihorsk | 3 - 1       | Belšyna         |
| Homel'            | 1 - 2       | Dnjapro Mahilëŭ |
| Nëman             | 2 - 1 (dts) | BATĖ Borisov    |

## Semifinali
| Squadra 1       | Risultato   | Squadra 2         |
| --------------- | ----------- | ----------------- |
| 15 aprile 2014  |             |                   |
| Minsk           | 1 - 3       | Nëman             |
| Dnjapro Mahilëŭ | 1 - 3 (dts) | Šachcër Salihorsk |

## Finale
| Arbitro: | Sergey Tsinkevich |

|  |           |                    |
|  | Marcatori | 35’ Starhorods'kyj |